# Petruskirche (Pleinfeld)

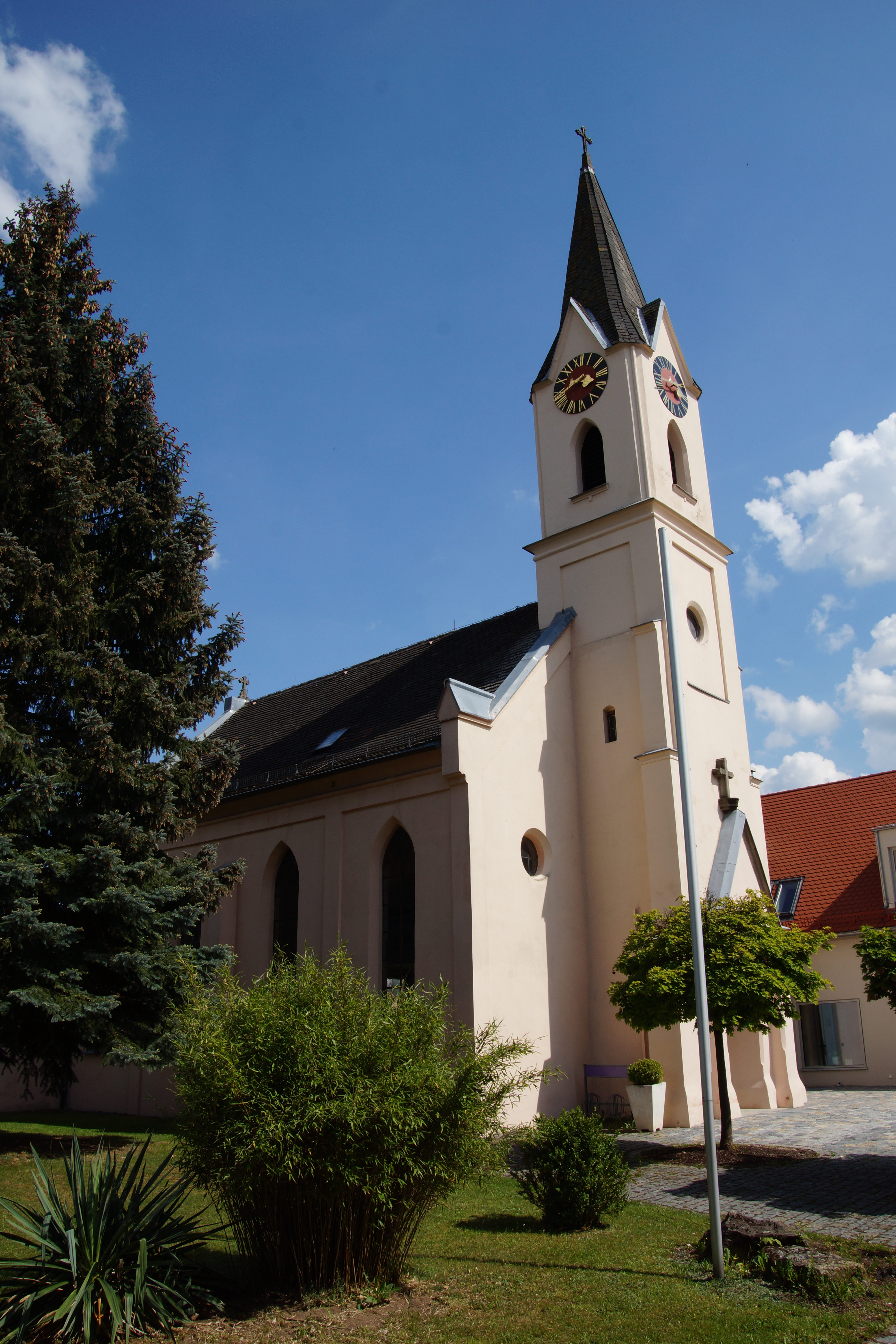
Die Kirche im Jahr 2018

Die Petruskirche ist ein evangelisch-lutherisches Kirchengebäude in Pleinfeld, einer Marktgemeinde im mittelfränkischen Landkreis Weißenburg-Gunzenhausen. Sie ist Pfarrkirche der Pfarrei Pleinfeld im Dekanat Weißenburg in Bayern. Das Gebäude mit der postalischen Adresse Bürgermeister-Fichtner-Straße 1 ist unter der Denkmalnummer D-5-77-161-6 als Baudenkmal in die Bayerische Denkmalliste eingetragen.

## Lage
Die Kirche steht nördlich des Pleinfelder Altorts in Sichtweite zum Spalter Tor auf einer Anhöhe oberhalb der Stirner Straße auf einer Höhe von 384 Metern über NHN. Die Straße vor der Kirche ist platzartig angelegt. An der Südseite geht die Kirche in den Bürgersaal der evangelischen Kirchengemeinde über.

## Geschichte und Baubeschreibung

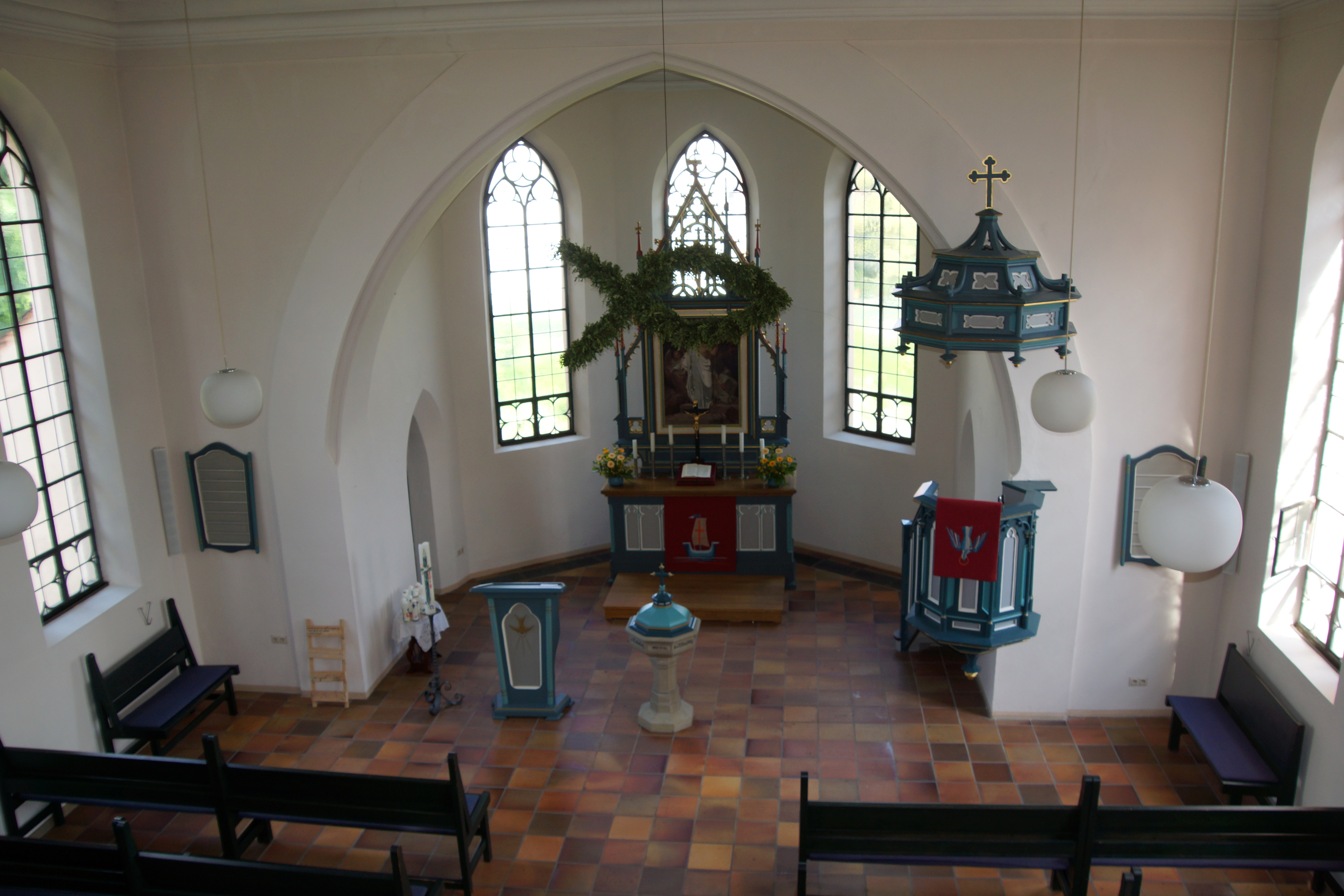
Altarraum von der Orgelempore aus, 2018

Pleinfeld, das bis zur Säkularisation 1802 zum Hochstift Eichstätt gehörte, ist bis heute mehrheitlich katholisch geprägt, weswegen erst spät die Petruskirche als erstes und bis heute einziges evangelisch-lutherisches Kirchengebäude im Gemeindegebiet entstand. Erst durch die Errichtung des Bahnhofs und den Anschluss an die Ludwig-Süd-Nord-Bahn entstand eine kleine evangelische Gemeinde in Pleinfeld, die zunächst einen Saal im Alten Vogteischloss für Andachten nutzte. Am 29. Oktober 1874 beantragte die Gemeinde die Errichtung einer Kirche.
Der Bau der Petruskirche wurde durch Spenden finanziert, den Baugrund schenkte die Marktverwaltung. Von 1883 bis 1884 dauerten die Bauarbeiten. Am 28. September 1884 wurde die Kirche geweiht. Das Kirchengebäude wurde vom königlichen Bahnmeister Peter Schmidt im Stil der Neugotik entworfen. Der westwärts gerichtete Kirchturm, in dem sich der Eingangsbereich befindet, wird von einem Spitzhelm gekrönt. Das Kirchenschiff ist ein vierachsiger Rechteckraum mit fünfseitig geschlossenem Chor. Das Gebäude wird von Lisenen und Wandvorlagen gegliedert. Das Maßwerk der Spitzbogenfenster wurde aus Metall geformt. In den 1970er Jahren erfolgte eine umfangreiche Renovierung, bei der die Deckenmalerei überdeckt wurde.

## Orgel

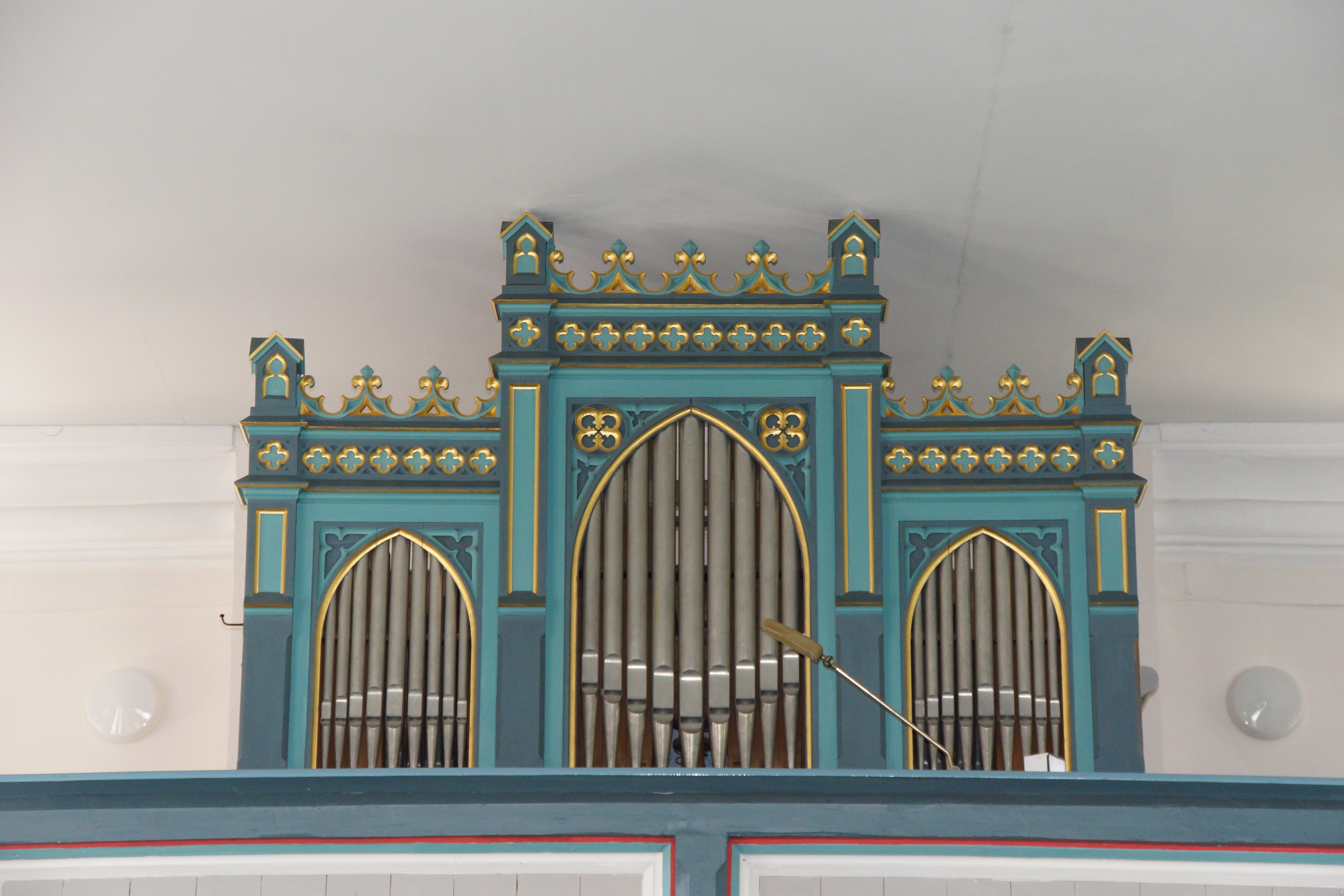
Die Steinmeyer-Orgel

Die Orgel mit 6 Registern, einem Manual und Pedal wurde 1894 von G. F. Steinmeyer gebaut. Die Disposition lautet:
| Manual C–f3 |    |
| Principal   | 8′ |
| Gedeckt     | 8′ |
| Salicional  | 8′ |
| Octav       | 4′ |
| Flöte       | 4′ |

| Pedal C–d1 |     |
| Subbaß     | 16′ |

- Koppel: M/P
- Bemerkungen: mechanisch Kegellade (Manual) und pneumatische Taschenlade (Pedal)